# لانس أولسن
لانس أولسن (بالإنجليزية: Lance Olsen)‏ (14 أكتوبر 1956 في نيوجيرسي - ) كاتب، وروائي، وصحفي، وشاعر من الولايات المتحدة.

## الجوائز
- زمالة غوغنهايم
- زمالة الصندوق الوطني للفنون
- منحة فولبرايت